# Poldi Müller

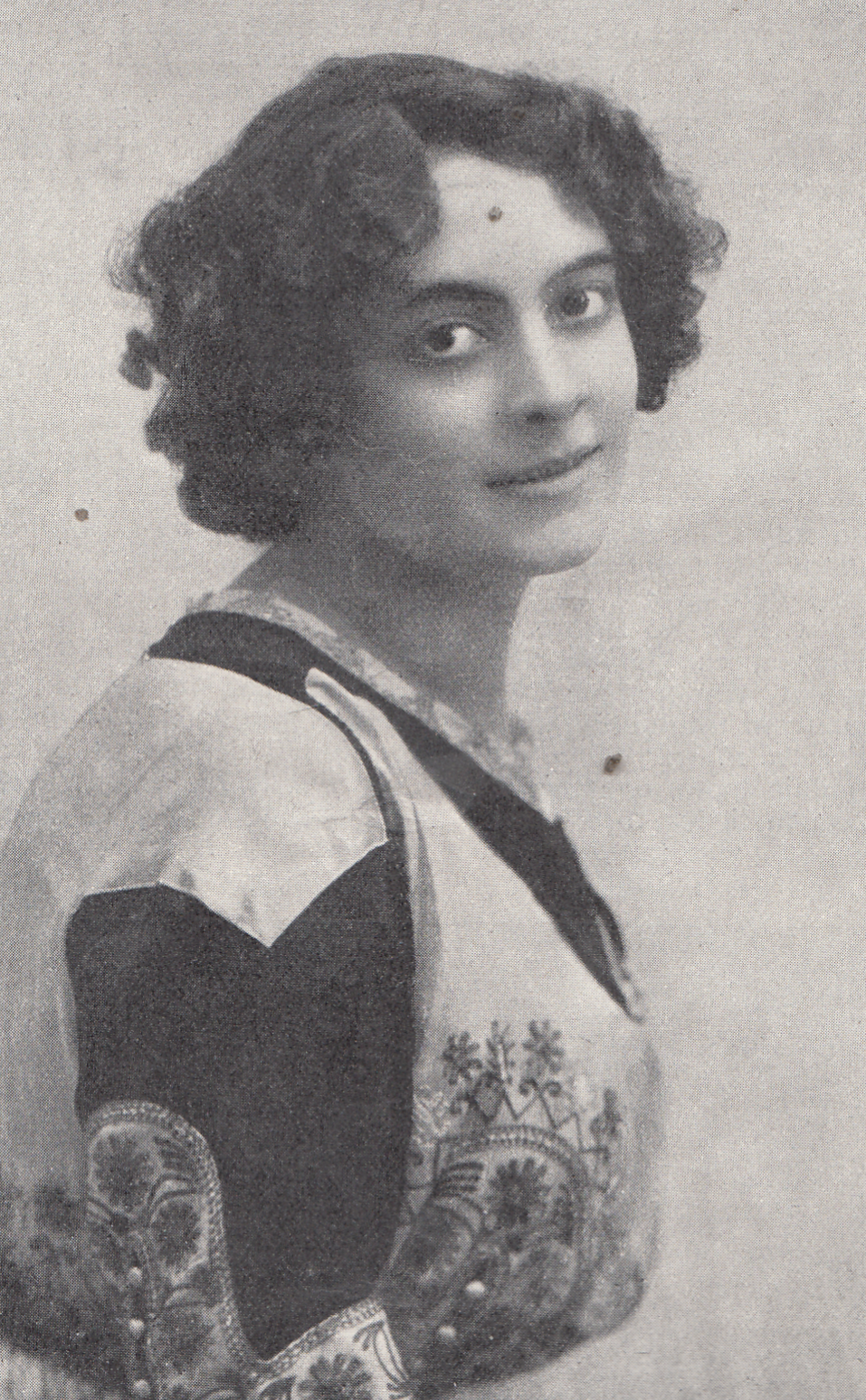
Poldi Müller (1911)

Leopoldine “Poldi” Müller (* 1. November 1873 in Wien, Österreich-Ungarn; † 18. Jänner 1946 in Wien, Österreich) war eine österreichische Schauspielerin bei Bühne und Film in Österreich wie in Deutschland.

## Leben und Wirken
Leopoldine „Poldi“ Müller erhielt ihre künstlerische Ausbildung an Wiens Akademie der Darstellenden Kunst und erhielt anschließend zunächst kleine Rollen (1903 ist sie mit Parts wie Zofen und Dienerinnen am Znaimer Stadttheater nachzuweisen). In ihrem frühen künstlerischen Lebensabschnitt (vor 1910) gehörte sie kurzzeitig auch dem Ensemble des Burgtheaters ihrer Heimatstadt Wien an. Am 11. Dezember 1909 war sie bei der Wiener Premiere von Arthur Schnitzlers Stück Der Ruf des Lebens Mitglied der Besetzung. Aufgrund von Unterbeschäftigung verließ Poldi Müller diese Spielstätte und ihr Land und ließ sich nach Frankfurt am Main engagieren. Ihr frühes Rollenfach war die jugendliche Naive. Bald ging die junge Künstlerin nach Berlin, wo sie jedoch nur kurz blieb (Ensemblemitglied des Lustspielhauses 1910). 1911 sammelte sie in der deutschen Hauptstadt dank des Regisseurs Adolf Gärtner auch ihre erste Erfahrung beim (deutschen) Stummfilm als Partnerin des späteren Leinwandlieblings Erich Kaiser-Titz. 1912 wechselte die Wienerin kurzzeitig an das Königliche Hoftheater in Dresden und anschließend an Stuttgarts Friedrichsbautheater, das damals unter der Leitung ihres älteren Bruders Gustav Müller stand. Wiens Theaterdirektor Josef Jarno holte Poldi Müller noch im selben Jahr 1915 zurück in die österreichische Hauptstadt, um sie an dem von ihm geleiteten Theater in der Josefstadt einzusetzen. Zu ihren Partnern zählte auch der gefeierte Kollege Max Pallenberg, dessen Tochter sie verkörperte.
Im Krieg und unmittelbar danach wirkte die Künstlerin nicht nur an heimischen Bühnen wie dem Deutschen Volkstheater (bevorzugt in Lustspielen und Schwänken wie Der letzte Junggeselle), sondern auch in einer Reihe von österreichischen Stummfilmen mit. 1916 erhielt sie gute Kritiken für ihre darstellerische Leistung in der Nestroy-Verfilmung Einen Jux will er sich machen. In diesen Jahren kam es mehrfach zu Kollaborationen mit dem Kollegen Fritz Kortner, sowohl in seiner Eigenschaft als Schauspieler (Der Sonnwendhof) als auch als Regisseur (Gregor Marold). Auch vor der Kamera war Poldi Müller bevorzugt auf Töchterrollen und „liebreizendste junge Mädchen“ abonniert. 1919 wieder nach Berlin zurückgekehrt, reüssierte Poldi Müller sowohl am Theater (das „süße Mädel“ in der ersten Berliner Fassung (1920) von Schnitzlers Reigen) als auch (bis 1921) beim Film. Im letztgenannten Medium wirkte sie allerdings durchgehend in bedeutungslosen Produktionen mit. Seit ihrer Heirat mit dem jüdischen Baurat Ing. Bruno Bauer Anfang Oktober 1923 wirkte Poldi Müller nur noch sporadisch am Theater, beispielsweise noch im selben Jahr in Wiens Stadttheater in der Operette Ein Jahr ohne Liebe an der Seite ihres Bruders Gustav und 1927 mit einer Mutterrolle an der Seite von Peter Lorre in der Komödie Sie darf keinen Sohn haben. Zum Jahresbeginn 1946 starb sie, inzwischen längst vergessen, in ihrer Heimatstadt Wien.

## Filmografie
- 1911: Das gefährliche Alter
- 1915: Das Kriegspatenkind
- 1916: Einen Jux will er sich machen
- 1916: Abendsonne
- 1917: Wenn die Frau nicht kochen kann
- 1917: Der Mann mit der Maske
- 1917: Das Glück der schönen Creszenz
- 1917: Wem gehört das Kind?
- 1918: Gregor Marold
- 1918: Der Sonnwendhof
- 1919: Alte Zeit – neue Zeit
- 1919: Die Else von Erlenhof
- 1919: De profundis
- 1920: Brigantenliebe
- 1920: Lépain, zwei Teile
- 1920: Der Apachenlord
- 1920: Monte Carlo
- 1921: Der König von Golconda, drei Teile